# حسيس كبدي
الحسيس الكبدي (بالإنجليزية: Hepatic fremitus)‏ هو أحد أنواع الحسيس، وهو عبارة عن اهتزازات يمكن الشعور بها من الكبد. يعتقد أن سبب الحسيس الكبدي هو احتكاكات لكبد ملتهب أو متنخر مع الصفاق.
وقد اقترح مركز موناش الصحي في ملبورن في أستراليا تسميته بعلامة موناش.